# Pacific (Waszyngton)
Pacific – miasto w Stanach Zjednoczonych, w stanie Waszyngton, w hrabstwie King.